# Бад-Тёльц
Бад-Тёльц (нем. Bad Tölz, бав. Däiz, Deiz) — город в Германии, районный центр, курорт, расположен в земле Бавария, в долине реки Изар.
Подчинён административному округу Верхняя Бавария. Входит в состав района Бад-Тёльц-Вольфратсхаузен. Население составляет 17815 человек (на 31 декабря 2010 года). Занимает площадь 30,80 км². Официальный код — 09 1 73 112.
Город подразделяется на пять городских районов.

## История

### Ранняя история
Со времени отступления ледника (конец каменного века), по многочисленным подтверждениям археологов, в районе города существуют постоянные поселения. Так, обнаружены фрагменты поселений из Гальштадской культуры, фрагменты периода римского владычества и романизированных кельтских поселков.
Название «Тёльц» (нем. Tölz) (первоначально в форме tolnze), появляется в документах в конце XII века.

### Период Третьего рейха
В период власти нацистской Германии, а именно, с 1937, в городке располагалась школа младших офицеров (юнкеров СС). Также в городе располагался один из филиалов концлагеря Дахау, в котором юнкера СС проходили практику, и централбауляйтунг (нем. Zentralbauleitung) — главное здание администрации.
Впоследствии персонал школы послужил основой для создания 38-й гренадерской дивизии СС «Нибелунген».
В период с 1945 по 1991 год здание бывшей школы младших офицеров СС являлось базой 1-го батальона 10-й группы сил специального назначения армии США.

## Население
По оценке на 31 декабря 2015 года население общины Бад-Тёльц составляет 18 475 чел. 

| Дата      | 1840 | 1871 | 1900 | 1925 | 1939 | 1950  | 1961  | 1970  | 1987  | 2011  |
| --------- | ---- | ---- | ---- | ---- | ---- | ----- | ----- | ----- | ----- | ----- |
| Население | 2905 | 3329 | 5167 | 7018 | 9211 | 13515 | 12713 | 12986 | 13798 | 17480 |

| Год       | 1960  | 1970  | 1980  | 1990  | 2000  | 2009  | 2010  | 2011  | 2012  | 2013  | 2014  | 2015  |
| --------- | ----- | ----- | ----- | ----- | ----- | ----- | ----- | ----- | ----- | ----- | ----- | ----- |
| Население | 12817 | 13076 | 12940 | 14867 | 16833 | 17635 | 17815 | 17748 | 17946 | 18070 | 18185 | 18475 |

## Культура
В 1956 в Бад-Тёльце был основан хор мальчиков, который приобрёл известность по всей Германии и за её пределами.

## Знаменитые земляки
- Зепп, Иоганн Непомук (1816—1909) — немецкий историк, богослов, археолог.
- Дизль, Уши (род. 1970) — титулованная немецкая биатлонистка.

## Фотографии

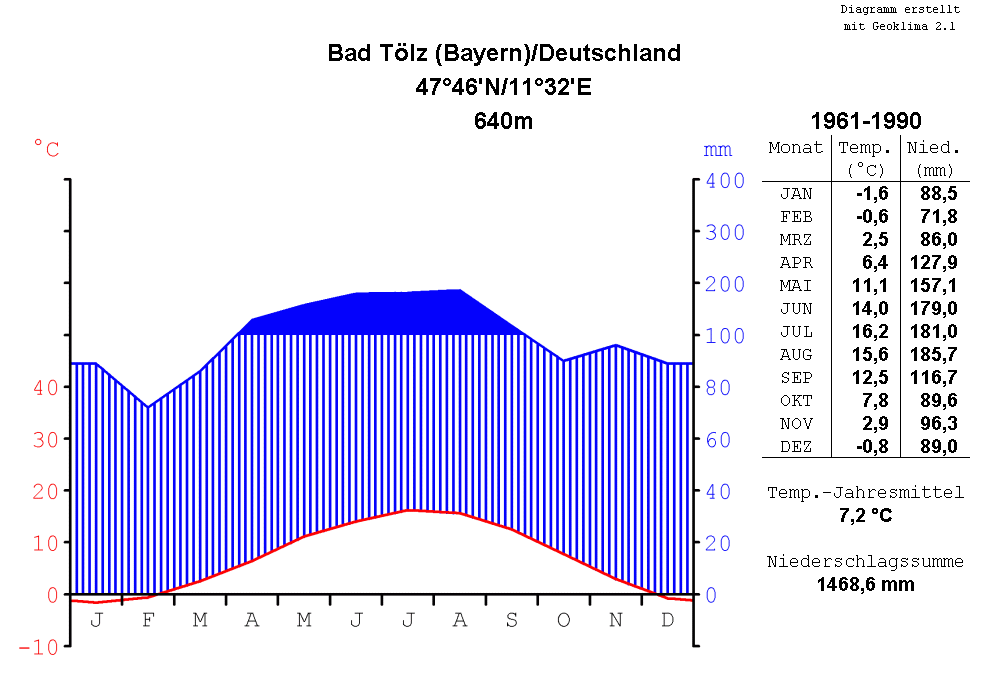
Диаграмма климатических изменений в течение года для Бад-Тёльца.
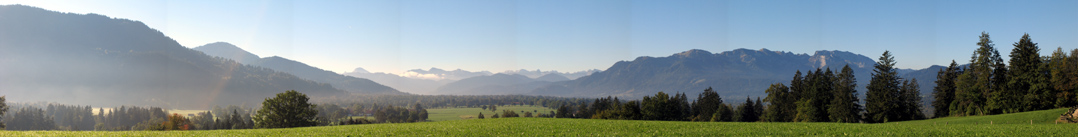
Долина реки Изар. Предместья Бад-Тёльца. Комбинированное фото.
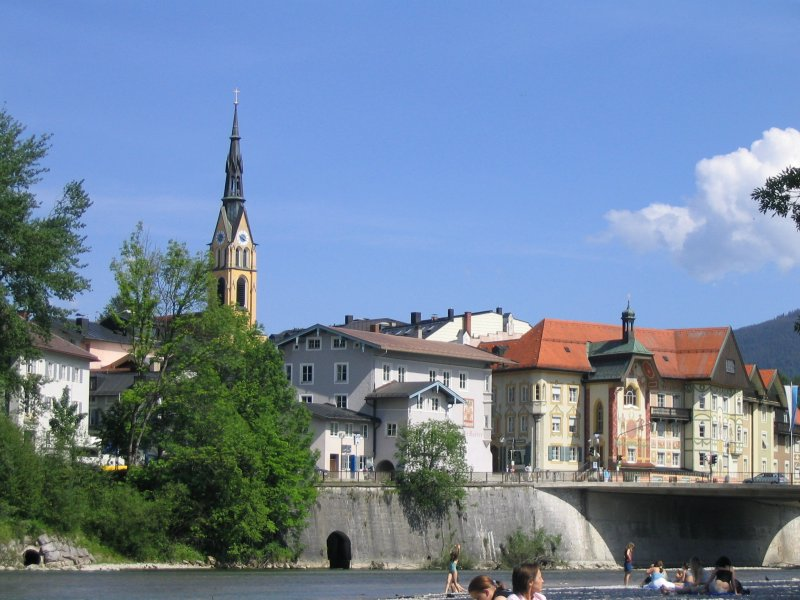
Бад-Тёльц, лето 2003 года.
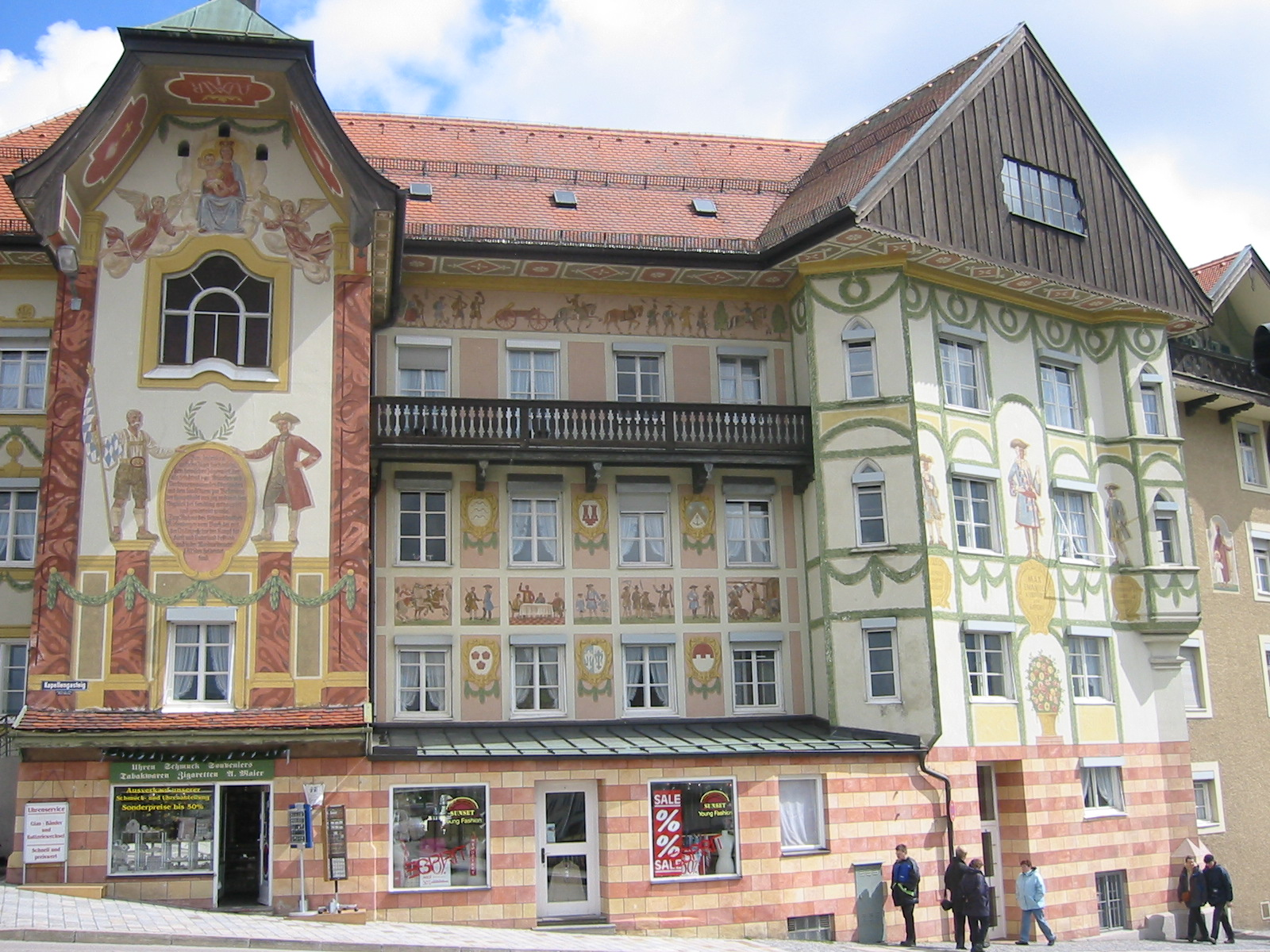
Одно из типичных зданий города. Реконструкция Г. фон Зейдля. Фото - апрель 2004 г.
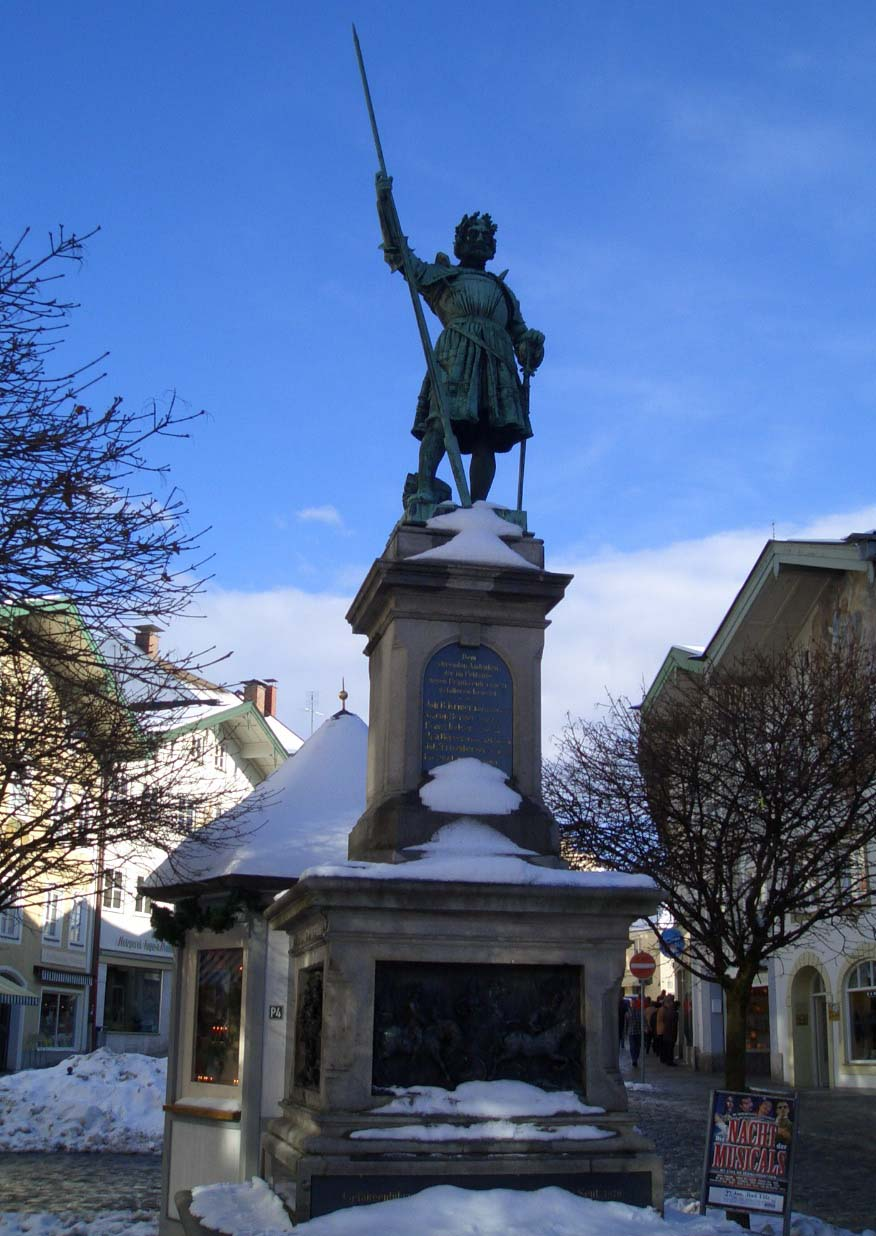
Монумент дипломату и правителю города, Каспару Третьему